# Mwambutsa IV
Mwambutsa IV Bangiricenge (ur. 1912 w Nyabitogi, zm. 1 maja 1977 w Genewie) – władca (mwami) Burundi w latach 1915–1966.

## Życiorys

### Okres kolonialny
Był młodszym synem władcy królestwa Burundi (mwamiego), Mutagi IV Mbikije, oraz jego drugiej żony, księżniczki Ngenzahago . Podobnie jak jego rodzice był członkiem ganwa, oligarchicznej warstwy, która z czasem wykształciła się w osobną grupę etniczną i stała na samym szczycie społecznej hierarchii w Burundi. Wywodził się z klanu Bezi („synowie Mweziego”), którego przedstawiciele zasiadali na tronie królestwa Burundi od lat pięćdziesiątych XIX wieku. 
Na mocy sukcesji objął tron po śmierci swojego ojca (30 listopada 1915). Został koronowany w Muramvya 16 grudnia 1915. Ze względu na młody wiek Mwambutsy rządy w jego imieniu sprawowała jednak regentka Nidi Ririkumutima. Pełnię władzy monarszej uzyskał dopiero po osiągnięciu pełnoletniości (28 sierpnia 1929) .
Burundi było w tym okresie kolonią belgijską, więc Mwambutsa przez długi czas miał ograniczony wpływ na sprawy państwa. Był traktowany z dużą niechęcią przez belgijską administrację kolonialną, która oskarżała go o, między innymi, rozwiązły tryb życia. W 1953 roku belgijski rezydent Robert Schmidt zaproponował nawet detronizację Mwambutsy i osadzenie na tronie księcia Pierre’a Baranyanki z klanu Batare – długoletniego rywala Mwambutsy, a zarazem najwierniejszego sojusznika Belgii w Burundi. Projekt ten nie uzyskał jednak poparcia ministerstwa do spraw kolonii, a sam Schmidt został wkrótce zdymisjonowany.
Najstarszy syn Mwambutsy, książę Louis Rwagasore, założył w 1957 roku Partię Jedności i Postępu Narodowego Burundi (Parti de l’Union et du Progrès National – UPRONA), która stała się wkrótce najsilniejszym ruchem niepodległościowym w Burundi, a we wrześniu 1961 odniosła zdecydowane zwycięstwo w wyborach do Zgromadzenia Ustawodawczego.

### Niepodległe Burundi
1 lipca 1962 Burundi rozpoczęło niepodległy byt jako monarchia konstytucyjna. Od samego początku kraj trapiła polityczna niestabilność, narastały również antagonizmy etniczne. Śmierć księcia Rwagasore, zabitego w zamachu tuż po zwycięskich wyborach, pozbawiła Burundi charyzmatycznego przywódcy oraz spowodowała rozpad UPRONA i paraliż prac rządu. W tej sytuacji monarchia na czele z mwamim Mwambutsą stała się wkrótce kluczowym czynnikiem w życiu politycznym kraju. W połowie 1963 roku mwami przejął szereg uprawnień należących dotąd do premiera i rady ministrów. Starał się balansować pomiędzy stronnictwami reprezentującymi największe grupy etniczne – tj. między stanowiącymi większość Hutu a zajmującą tradycyjnie wyższą pozycję społeczną mniejszością Tutsi. Jednocześnie powierzył szereg kluczowych stanowisk rządowych członkom swojego macierzystego klanu Bezi.
Na początku stycznia 1965 Mwambutsa zaniepokojony prochińską polityką rządu wycofał swoje poparcie dla wywodzącego się z Tutsi premiera Albina Nyamoyi. Nowym szefem rządu został mianowany Pierre Ngendandumwe – polityk UPRONA, z pochodzenia Hutu. Kilka dni po objęciu urzędu Ngendandumwe został jednak zamordowany przez uchodźcę Tutsi z sąsiedniej Rwandy. Mwambutsa podjął wówczas decyzję o rozpisaniu wyborów parlamentarnych. Odbyły się one w maju 1965 i przyniosły zwycięstwo kandydatom Hutu. Ku zaskoczeniu i rozgoryczeniu Hutu monarcha powierzył jednak stanowisko premiera swojemu zaufanemu doradcy, Léopoldowi Biha (ganwa). Przeprowadził jednocześnie godzącą w interesy Hutu reformę samorządową. 
19 października 1965 grupa oficerów Hutu podjęła próbę zamachu stanu. Tego dnia puczyści ciężko zranili premiera Bihę oraz zaatakowali pałac monarchy. Mwambutsa został co prawda ocalony przez oddziały wierne rządowi, lecz w obawie o swoje życie natychmiast uciekł na terytorium sąsiedniego Konga, skąd udał się następnie do Szwajcarii. W Burundi uformował się tymczasem rząd kontrolowany przez armię i zdominowany przez Tutsi.
Przebywający na emigracji Mwambutsa zorientował się szybko, iż pozostając za granicą nie odzyska wpływu na sprawy państwa. 24 marca 1966 monarszym dekretem wyznaczył regentem swojego młodszego syna, Charlesa Ndizeye, nadając mu jednocześnie specjalne uprawnienia, obejmujące m.in. koordynację i kontrolę prac rządu. 8 lipca 1966 Ndizeye z poparciem armii i biurokracji przejął pełnię władzy w państwie, wstępując na tron jako Ntare V. 
Przez resztę życia Mwambutsa przebywał na emigracji, głównie w Szwajcarii. Zmarł 1 maja 1977 w Genewie .

## Rodzina
Miał czworo dzieci z dwóch związków małżeńskich: 
- Louis Rwagasore (1932–1961)
- Rosa Paula Iribagiza (ur. 1932)
- Régina Kanyange (1935–1997)
- Charles Ndizeye (1947–1972).